# قائمة العطل الرسمية في مصر

## العطل الرسمية لجمهورية مصر العربية
ويجوز لرئيس مجلس الوزراء في الأحوال التي يقدرها استبدال يوم آخر في بداية أيام العمل بالأسبوع أو نهايته بأي من أيام العطلات الرسمية.
| م | المناسبة                        | التاريخ                                                          |
| - | ------------------------------- | ---------------------------------------------------------------- |
|   | عيد الميلاد المجيد              | 7 يناير/29 كيهك بالتقويم القبطي                                  |
|   | عيد الشرطة وعيد ثورة 25 يناير:  | 25 يناير                                                         |
|   | رأس السنة الهجرية               | الأول من المحرم بالتقويم الهجري                                  |
|   | المولد النبوي                   | 12 ربيع الأول بالتقويم الهجري                                    |
|   | عيد تحرير سيناء                 | 25 أبريل                                                         |
|   | عيد العمال                      | 1 مايو                                                           |
|   | شم النسيم                       | الأول من برمودة بالتقويم القبطي                                  |
|   | ثورة 30 يونيو                   | 30 يونيو                                                         |
|   | ثورة 23 يوليو                   | 23 يوليو                                                         |
|   | عيد القوات المسلحة (حرب أكتوبر) | 6 أكتوبر                                                         |
|   | وقفة عيد الفطر                  | آخر أيام شهر رمضان بالتقويم الهجري                               |
|   | عيد الفطر                       | ثلاثة أيام من الأول إلى الثالث من شوال بالتقويم الهجري           |
|   | الوقوف بعرفة "وقفة عيد الأضحى"  | التاسع من ذي الحجة بالتقويم الهجري                               |
|   | عيد الأضحى:                     | أربعة أيام من العاشر إلى الثالث عشر من ذي الحجة بالتقويم الهجري. |

## أعياد لا تعطل فيها المصالح الحكومية

### مناسبات وأعياد مسيحية
وهي الأعياد والمناسبات التي يحييها المسيحيون المصريون وهي بالتقويم المصري
- رأس السنة المصرية القديمة: الأول من توت
- عيد الغطاس
- عيد دخول المسيح أرض مصر
- عيد دخول المسيح القدس
- أسبوع الآلام
- عيد القيامة المجيد: آخر شهر برمهات
- عيد حلول الروح القدس
- نياحة العذراء
- عيد العنصرة
- عيد الصعود

### مناسبات وأعياد إسلامية
- يوم عاشوراء: صيام عاشوراء عند السنة ومقتل الحسين عند الشيعة، العاشر من المحرم.

### أعياد مصرية
- عيد وفاء النيل: 15 أغسطس.
- يوم الشهيد: 9 مارس.
- عيد تحرير طابا: 19 مارس
- عيد الجلاء: 18 يونيو.
- عيد النصر "محافظة بورسعيد": 23 ديسمبر.
- عيد السويس "محافظة السويس": 24 أكتوبر.